# Kashyyyk
Kashyyyk je fiktivní planeta ve světě Star Wars. Jedná se o domovský svět Wookiů, skoro nejsilnějších inteligentních bytostí v galaxii. Hlavní město planety se jmenuje Kachirho. Svět Wookiů tvoří moře a vysoké stromy ve kterých Wookiové žijí. Tyto stromy jsou kilometry vysoké a jejich propletené větve dohromady tvoří stromovou zem na které se staví města. Na Kashyyyku je nejoblíbenější zbraň wookijská kuše. Na planetě se nenacházejí žádné továrny, celý Kashyyyk je velmi ekologicky založen, protože jeho obyvatele včas zjistili, že jde žít v symbióze s přírodou. Floru zde tvoří především wroshyr stromy které rostou už od nejspodnějšího patra, které je kvůli nebezpečným zvířatům nepřístupné i Wookiům.
Na této planetě se také v III. Epizodě odehrála bitva mezi Klonovou armádou a Separatisty, během které byl Palpatinem vydán rozkaz 66, který Mistr Yoda vycítil, popravčí zabil a následně z planety utekl za pomoci přátelských Wookiů. Princezna Leia využila Kashyyyk v době vlády velkoadmirála Thrawna jako úkryt před Noghrii, kteří ji měli zajmout i s Lukem Skywalkerem. Mezi dovážené zboží patří léky, mezi vyvážené pak přírodní materiál.
Také se zde odehrává část videohry Star Wars Jedi: Fallen Order z roku 2019 od vydavatele Electronic Arts ve které hlavní hrdina (Cal Kestis) společně s místní skupinou partyzánú vedoucí Saw Gerrera zachrání zotročené Wookie z místní imperiální rafinerie.